# Kansas City Chiefs 2011
La stagione 2011 dei Kansas City Chiefs è stata la 42ª nella National Football League e la 52ª complessiva.
Dopo avere iniziato la stagione con un record di 5-8, la squadra il 12 dicembre licenziò il capo-allenatore Todd Haley, sostituendolo con Romeo Crennel. Nella prima partita con il nuovo allenatore la squadra toccò il momento più alto della stagione infliggendo ai Green Bay Packers, che quell'anno terminarono con un record di 15-1, la loro unica sconfitta nella stagione regolare.

## Roster
| Roster dei Kansas City Chiefs nel 2011 |
| --- |
| Quarterback - 8 Kyle Orton - 4 Tyler Palko - 13 Ricky Stanzi Running Back - 32 Shaun Draughn - 20 Thomas Jones - 44 Le'Ron McClain FB - 22 Dexter McCluster WR - 26 Jackie Battle Wide Receiver - 89 Jon Baldwin - 82 Dwayne Bowe - 15 Steve Breaston - 10 Terrance Copper - 11 Jeremy Horne - 83 Jerheme Urban Tight End - 88 Anthony Becht - 85 Jake O'Connell - 45 Leonard Pope Offensive Linemen - 76 Branden Albert T - 73 Jon Asamoah G - 61 Rodney Hudson C/G - 65 Ryan Lilja G - 68 Steve Maneri T - 70 David Mims T - 67 Barry Richardson T - 62 Casey Wiegmann C Defensive Linemen - 97 Allen Bailey DE - 90 Brandon Bair DE - 72 Glenn Dorsey DE - 92 Wallace Gilberry DE - 99 Amon Gordon NT - 77 Kelly Gregg NT - 94 Tyson Jackson DE - 95 Jerrell Powe NT Linebacker - 59 Jovan Belcher ILB - 93 Cory Greenwood ILB - 91 Tamba Hali OLB - 50 Justin Houston OLB - 56 Derrick Johnson ILB - 55 Cameron Sheffield OLB - 96 Andy Studebaker OLB - 53 Demorrio Williams ILB Defensive Back - 21 Javier Arenas CB/RS - 30 Jalil Brown CB/FS - 39 Brandon Carr CB - 34 Travis Daniels CB - 24 Brandon Flowers CB - 48 Reshard Langford SS - 23 Kendrick Lewis FS - 47 Jon McGraw FS - 42 Sabby Piscitelli FS - 27 Donald Washington SS Special Team - 2 Dustin Colquitt P - 43 Thomas Gafford LS - 6 Ryan Succop K Lista delle riserve - 26 Jackie Battle RB (IR) - 29 Eric Berry SS (IR) - 7 Matt Cassel QB (IR) - 25 Jamaal Charles RB (IR) - 51 Gabe Miller OLB (IR) - 81 Tony Moeaki TE (IR) - 75 Ryan O'Callaghan OT (IR) - 52 Brandon Siler ILB (IR) Squadra di allenamento - 40 Shane Bannon FB (Practice squad/Injured) - 60 Rob Bruggeman C - 57 Caleb Campbell OLB/SS - 66 Darryl Harris G - 14 Quinten Lawrence WR/CB - 84 Jamar Newsome WR - 74 Luke Patterson DE/OT - 98 Anthony Toribio NT |
| Legenda - I rookie sono in corsivo. - Il primo ruolo è il principale mentre gli eventuali successivi indicano i ruoli secondari. - (IR) sta per Injured Reserve ed indica la lista ristretta per un solo giocatore infortunato che può tornare ad allenarsi dopo la settimana 6 e a rientrare in prima squadra dopo che questa ha giocato 8 partite. - (NF-Inj.) / (NF-Ill.) stanno rispettivamente per Non-Football Injured e Non-Football Illness ed indicano le liste dove viene inserito un giocatore che ha un infortunio o una malattia non dipendente dal football americano. - (PUP) sta per Physically Unable to Perform ed indica la lista dove viene inserito un giocatore mentre è in attesa di recuperare la condizione fisica. Nella stagione regolare dopo la sesta partita giocata dalla propria squadra, il giocatore ha tempo tre settimane per riprendere ad allenarsi, più tre settimane aggiuntive dal suo rientro agli allenamenti per rientrare in prima squadra. |

## Calendario
| Stagione regolare |                    |                         |                    |                    |                                     |                    |                    |                    |
| Turno             | Data               | Avversario              | Risultato          | Record             | Stadio                              | Sintesi            |                    |                    |
| 1                 | 11 settembre       | Buffalo Bills           | S 7–41             | 0–1                | Arrowhead Stadium                   | Recap              |                    |                    |
| 2                 | 18 settembre       | at Detroit Lions        | S 3–48             | 0–2                | Ford Field                          | Recap              |                    |                    |
| 3                 | 25 settembre       | at San Diego Chargers   | S 17–20            | 0–3                | Qualcomm Stadium                    | Recap              |                    |                    |
| 4                 | 2 ottobre          | Minnesota Vikings       | V 22–17            | 1–3                | Arrowhead Stadium                   | Recap              |                    |                    |
| 5                 | 9 ottobre          | at Indianapolis Colts   | V 28–24            | 2–3                | Lucas Oil Stadium                   | Recap              |                    |                    |
| 6                 | Settimana di pausa | Settimana di pausa      | Settimana di pausa | Settimana di pausa | Settimana di pausa                  | Settimana di pausa | Settimana di pausa | Settimana di pausa |
| 7                 | 23 ottobre         | at Oakland Raiders      | V 28–0             | 3–3                | O.co Coliseum                       | Recap              |                    |                    |
| 8                 | 31 ottobre         | San Diego Chargers      | V 23–20 (DTS)      | 4–3                | Arrowhead Stadium                   | Recap              |                    |                    |
| 9                 | 6 novembre         | Miami Dolphins          | S 3–31             | 4–4                | Arrowhead Stadium                   | Recap              |                    |                    |
| 10                | 13 novembre        | Denver Broncos          | S 10–17            | 4–5                | Arrowhead Stadium                   | Recap              |                    |                    |
| 11                | 21 novembre        | at New England Patriots | S 3–34             | 4–6                | Gillette Stadium                    | Recap              |                    |                    |
| 12                | 27 novembre        | Pittsburgh Steelers     | S 9–13             | 4–7                | Arrowhead Stadium                   | Recap              |                    |                    |
| 13                | 4 dicembre         | at Chicago Bears        | V 10–3             | 5–7                | Soldier Field                       | Recap              |                    |                    |
| 14                | 11 dicembre        | at New York Jets        | S 10–37            | 5–8                | MetLife Stadium                     | Recap              |                    |                    |
| 15                | 18 dicembre        | Green Bay Packers       | V 19–14            | 6–8                | Arrowhead Stadium                   | Recap              |                    |                    |
| 16                | 24 dicembre        | Oakland Raiders         | S 13–16 (DTS)      | 6–9                | Arrowhead Stadium                   | Recap              |                    |                    |
| 17                | 1º gennaio         | at Denver Broncos       | V 7–3              | 7–9                | Sports Authority Field at Mile High | Recap              |                    |                    |

## Classifiche
| AFC West           |   |   |   |      |     |      |     |     |     |
|                    | V | S | P | %    | DIV | CONF | PF  | PS  | STR |
| (4) Denver Broncos | 8 | 8 | 0 | .500 | 3–3 | 6–6  | 309 | 390 | S3  |
| San Diego Chargers | 8 | 8 | 0 | .500 | 3–3 | 7–5  | 406 | 377 | V1  |
| Oakland Raiders    | 8 | 8 | 0 | .500 | 3–3 | 6–6  | 359 | 433 | S1  |
| Kansas City Chiefs | 7 | 9 | 0 | .438 | 3–3 | 4–8  | 212 | 338 | V1  |